# 大同村 (茨城県)
大同村（だいどうむら）は茨城県鹿島郡にかつて存在した村である。

## 地理
- 旧大野村、現在の鹿嶋市の北部に位置する。
- 村は太平洋に面し、北浦の東岸に位置する。

## 歴史

### 村域の変遷
- 1889年（明治22年）4月1日 - 町村制施行により、志崎村・大小志崎村・武井村・武井釜村・津賀村・浜津賀村・和村・棚木村・荒井村・青塚村・角折村が合併し鹿島郡大同村が発足。
- 1955年（昭和30年）3月31日 – 大同村は中野村と合併し 大野村 が発足。大同村は消滅。
- 1995年（平成7年）9月1日 - 大野村は鹿島町に編入され、消滅。
  - 同日、鹿島町は改称・市制施行し、鹿嶋市となる。

変遷表
| 1868年 以前 | 1868年 以前 | 明治22年 4月1日 | 昭和30年 3月31日 | 平成7年 9月1日 | 現在   |
| ----------- | ----------- | --------------- | ---------------- | -------------- | ------ |
|             | 志崎村      | 大同村          | 大野村           | 鹿島町 に編入  | 鹿嶋市 |
|             | 大小志崎村  | 大同村          | 大野村           | 鹿島町 に編入  | 鹿嶋市 |
|             | 武井村      | 大同村          | 大野村           | 鹿島町 に編入  | 鹿嶋市 |
|             | 武井釜村    | 大同村          | 大野村           | 鹿島町 に編入  | 鹿嶋市 |
|             | 津賀村      | 大同村          | 大野村           | 鹿島町 に編入  | 鹿嶋市 |
|             | 浜津賀村    | 大同村          | 大野村           | 鹿島町 に編入  | 鹿嶋市 |
|             | 和村        | 大同村          | 大野村           | 鹿島町 に編入  | 鹿嶋市 |
|             | 棚田村      | 大同村          | 大野村           | 鹿島町 に編入  | 鹿嶋市 |
|             | 荒井村      | 大同村          | 大野村           | 鹿島町 に編入  | 鹿嶋市 |
|             | 青塚村      | 大同村          | 大野村           | 鹿島町 に編入  | 鹿嶋市 |
|             | 角折村      | 大同村          | 大野村           | 鹿島町 に編入  | 鹿嶋市 |

## 大字
- 志崎（しざき）
- 大小志崎（だいしょうしざき）
- 武井（たけい）
- 武井釜（たけいがま）
- 津賀（つが）
- 浜津賀（はまつが）
- 和（かず）
- 棚木（たなぎ）
- 荒井（あらい）
- 青塚（あおつか）
- 角折（つのおれ）

## 人口・世帯

### 人口
総数 [単位： 人]
| 1891年（明治24年） | 3,979 |  |
| 1909年（明治42年） | 4,811 |  |
| 1920年（大正 9年） | 5,194 |  |
| 1927年（昭和 2年） | 5,363 |  |
| 1935年（昭和10年） | 5,773 |  |
| 1950年（昭和25年） | 7,563 |  |

### 世帯
総数 [単位： 世帯]
| 1920年（大正 9年） | 1,030 |  |
| 1927年（昭和 2年） | 1,037 |  |
| 1935年（昭和10年） | 1,020 |  |
| 1950年（昭和25年） | 1,242 |  |

## 交通

### 道路
- 二級国道
  - 国道123号（ → 国道51号）